# Зана, Лейла
Лейла Зана (курд. Leyla Zana, родилась 3 мая 1961 года) — курдская правозащитница, бывший депутат турецкого парламента (1991—1994, 2011—2018), приговорённая к 15 годам лишения свободы за принесение перед парламентом присяги на курдском языке.
9 ноября 1995 года Европарламент принял решение о присвоении Лейле Зане международной премии имени Сахарова за правозащитную деятельность. Однако получить премию она смогла только после своего освобождения в 2004 году.

## Биография
Лейла Зана родилась в мае 1961 года в городке Сильван провинции Диярбакыр, на юго-востоке Турции. Когда ей было 14 лет, родители выдали её замуж за Мехди Зана, являвшегося мэром города Диярбакыра до военного переворота 1980 года. В 1991 году Лейла Зана стала первой курдской женщиной, избранной в турецкий парламент.
В течение длительного времени употребление курдского языка в Турции считалось уголовным преступлением. Лишь к началу 1990-х годов он был легализован, однако его употребление в общественных местах всё ещё находилось под запретом. Так, краткая речь, произнесённая Лейлой Зана на курдском языке в турецком парламенте, обернулась громким скандалом и в дальнейшем стала одним из оснований её ареста. Зачитав депутатскую присягу на турецком языке, Зана завершила свою речь фразой на курдском языке.
Демократическая партия, в которую входила Лейла Зана, была запрещена. Затем, в марте 1994 года, Лейла Зана и ещё восемь членов парламента от демократической партии, в том числе Махмут Алынак, были лишены депутатской неприкосновенности. В декабре того же года Лейла Зана вместе с тремя другими депутатами Демократической партии — Хатипом Диджле, Селимом Садаком и Орханом Доганом, она была арестована по обвинению в государственной измене и членстве в Рабочей партии Курдистана (КРП).
Зана категорически отрицала свою вину, однако на основании свидетельских показаний, предположительно полученных под пыткой, Зана и трое её однопартийцев были приговорены к 15 годам тюремного заключения.
На судебном заседании она утверждала:
«Я не признаю ни одно из предъявленных мне обвинений. Если бы хоть одно из них соответствовало действительности, я взяла бы на себя всю ответственность, даже если это стоило бы мне жизни. Я защищала демократию, права человека и братство между народами, и буду делать это до последнего вздоха».
Организация «Международная амнистия» признала Лейлу Зану узником совести. В 1994 году она была удостоена премии Рафто, а в 1995 году Европейский парламентом была удостоена премии имени А. Д. Сахарова. Она также была удостоена премией Бруно Крайского.
Во время пребывания в тюрьме она написала книгу «Записки из тюрьмы».
Дело Лейлы Заны было подано на пересмотр в Верховный апелляционный суд после того, как в 2003 году Европейский суд по правам человека признал вердикт турецкого суда несправедливым.
В июне 2004 года Лейла Зана и её однопартийцы были освобождены.
В январе 2005 года Европейский суд по правам человека обязал Турцию выплатить бывшим членам Демократической партии по €9 000 за нарушение права на свободу самовыражения.
В 2005 году Лейла Зана вступила в Партию демократического общества (ПДО; тур. Demokratik Toplum Partisi, DTP) и продолжила политическую деятельность.

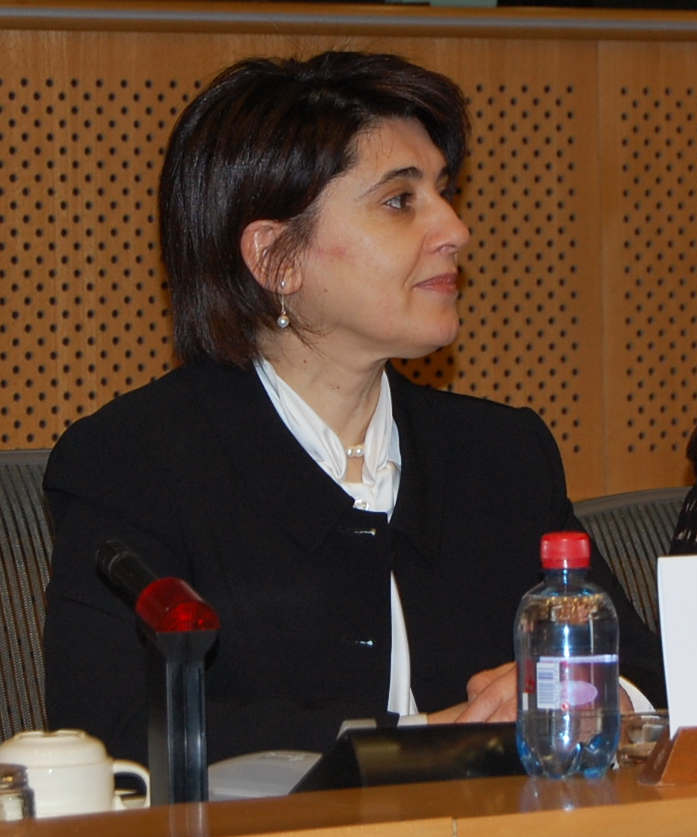
Лейла Зана в 2010 году

10 апреля 2008 года суд города Диярбакыр приговорил Лейлу Зану к 2 годам тюрьмы по обвинению в распространении «террористической пропаганды»: во время политического митинга в 2007 году бывший депутат турецкого парламента заявила, что у курдов есть 3 лидера — 1-й Президент Региона Курдистан Масуд Барзани, 6-й Президент Ирака Джаляль Талабани и находящийся в заключении лидер Рабочей партии Курдистана Абдулла Оджалан.
11 декабря 2009 года Конституционный суд Турции принял решение о запрете Партии демократического общества — по мнению турецких судей, ПДО представляла собой угрозу национальной безопасности государства вследствие своих контактов с Рабочей партией Курдистана.
8 апреля 2010 года турецкий суд приговорил Лейлу Зану к 3 годам тюремного заключения по обвинению в «распространении террористической пропаганды».
Затем избиралась в парламент как независимый депутат (в 2011 году) и от Партии мира и демократии / Демократической партии народов. 11 января 2018 года была лишена депутатского мандата под формальным предлогом отсутствия на 212 заседаниях парламента, пока она вновь находилась в заключении с ноября 2016 года.